# Izotopy fosforu
I když má fosfor (15P) 23 známých izotopů, od 24P po 46P, pouze jeden z nich, 31P, je stabilní, což řadí fosfor mezi monoizotopické prvky. Nejstabilnějšími radioizotopy jsou 33P s poločasem přeměny 25,35 dne a 32P s poločasem 14,268 dne. Všechny ostatní mají poločas kratší než 2,5 minuty, většinou méně než 1 s. Nejméně stabilní je 25P s poločasem kratším než 30 nanosekund (poločas přeměny 24P není znám).

## Radioizotopy

### Fosfor-32
32P je izotop fosforu, který se přeměňuje beta minus přeměnou s poločasem 14,268 dne. Používá se v laboratořích molekulární biologie pro radioaktivní značkování DNA a RNA, například pro použití v technikách northern blot a southern blot.

### Fosfor-33
33P, beta zářič s poločasem přeměny 25,35 d, se používá v laboratořích molekulární biologie v případech, kdy je výhodná nižší energie vyzařovaných elektronů, jako je například sekvenování DNA. Lze jej použít ke značkování nukleotidů. Díky menší energii záření poskytuje větší rozlišení. Nevýhodou je vyšší cena oproti 32P, což je způsobeno tím, že většina ostřelovaných jader 31P přijme pouze jeden neutron a pouze někdy dva nebo více.

## Seznam izotopů
| symbol nuklidu | Z(p) | N(n) | hmotnost izotopu (u) | poločas přeměny | způsob(y) přeměny  | produkt(y) přeměny | jaderný spin | reprezentativní izotopové složení (molární zlomek) | rozmezí přirozeného výskytu (molární zlomek) |
| -------------- | ---- | ---- | -------------------- | --------------- | ------------------ | ------------------ | ------------ | -------------------------------------------------- | -------------------------------------------- |
| 24P            | 15   | 9    | 24,034 35(54)        | ?               | p (>99,9 %)        | 23Si               | +1           |                                                    |                                              |
| 24P            | 15   | 9    | 24,034 35(54)        | ?               | β+ (<0,1 %)        | 24Si               | +1           |                                                    |                                              |
| 25P            | 15   | 10   | 25,020 26(21)#       | <30 ns          | p                  | 24Si               | +1/2         |                                                    |                                              |
| 26P            | 15   | 11   | 26,011 78(21)        | 43,7(6) ms      | β+ (61,04 %)       | 26Si               | +3           |                                                    |                                              |
| 26P            | 15   | 11   | 26,011 78(21)        | 43,7(6) ms      | β+, p (36,8 %)     | 25Al               | +3           |                                                    |                                              |
| 26P            | 15   | 11   | 26,011 78(21)        | 43,7(6) ms      | β+, 2p (0,16 %)    | 24Mg               | +3           |                                                    |                                              |
| 27P            | 15   | 12   | 26,999 230(28)       | 260(80) ms      | β+ (99,93 %)       | 27Si               | +1/2         |                                                    |                                              |
| 27P            | 15   | 12   | 26,999 230(28)       | 260(80) ms      | β+, p (0,07 %)     | 26Al               | +1/2         |                                                    |                                              |
| 28P            | 15   | 13   | 27,992 315(4)        | 270,3(5) ms     | β+ (99,99 %)       | 28Si               | +3           |                                                    |                                              |
| 28P            | 15   | 13   | 27,992 315(4)        | 270,3(5) ms     | β+, p (0,001 3 %)  | 27Al               | +3           |                                                    |                                              |
| 28P            | 15   | 13   | 27,992 315(4)        | 270,3(5) ms     | β+, α (8,6×10−4 %) | 24Mg               | +3           |                                                    |                                              |
| 29P            | 15   | 14   | 28,981 800 6(6)      | 4,142(15) s     | β+                 | 29Si               | +1/2         |                                                    |                                              |
| 30P            | 15   | 15   | 29,978 313 8(3)      | 2,498(4) min    | β+                 | 30Si               | +1           |                                                    |                                              |
| 31P            | 15   | 16   | 30,973 761 63(20)    | Stabilní        | Stabilní           | Stabilní           | +1/2         | 1,000                                              |                                              |
| 32P            | 15   | 17   | 31,973 907 27(20)    | 14,268(5) d     | β−                 | 32S                | +1           | stopy                                              |                                              |
| 33P            | 15   | 18   | 32,971 725 5(12)     | 25,35(11) d     | β−                 | 33S                | 1/2+         |                                                    |                                              |
| 34P            | 15   | 19   | 33,973 636(5)        | 12,43(10) s     | β−                 | 34S                | +1           |                                                    |                                              |
| 35P            | 15   | 20   | 34,973 314 1(20)     | 47,3(7) s       | β−                 | 35S                | +1/2         |                                                    |                                              |
| 36P            | 15   | 21   | 35,978 260(14)       | 5,6(3) s        | β−                 | 36S                | -4           |                                                    |                                              |
| 37P            | 15   | 22   | 36,979 61(4)         | 2,31(13) s      | β−                 | 37S                | +1/2         |                                                    |                                              |
| 38P            | 15   | 23   | 37,984 16(11)        | 0,64(14) s      | β− (88 %)          | 38S                |              |                                                    |                                              |
| 38P            | 15   | 23   | 37,984 16(11)        | 0,64(14) s      | β−, n (12 %)       | 37S                |              |                                                    |                                              |
| 39P            | 15   | 24   | 38,986 18(11)        | 280(40) ms      | β− (74 %)          | 39S                | +1/2         |                                                    |                                              |
| 39P            | 15   | 24   | 38,986 18(11)        | 280(40) ms      | β−, n (26 %)       | 38S                | +1/2         |                                                    |                                              |
| 40P            | 15   | 25   | 39,991 30(15)        | 150(8) ms       | β− (84,2 %)        | 40S                | -2, -3       |                                                    |                                              |
| 40P            | 15   | 25   | 39,991 30(15)        | 150(8) ms       | β−, n (15,8 %)     | 39S                | -2, -3       |                                                    |                                              |
| 41P            | 15   | 26   | 40,994 34(23)        | 101(5) ms       | β− (70 %)          | 41S                | +1/2         |                                                    |                                              |
| 41P            | 15   | 26   | 40,994 34(23)        | 101(5) ms       | β−, n (30%)        | 40S                | +1/2         |                                                    |                                              |
| 42P            | 15   | 27   | 42,001 01(48)        | 48,5(15) ms     | β− (50 %)          | 42S                |              |                                                    |                                              |
| 42P            | 15   | 27   | 42,001 01(48)        | 48,5(15) ms     | β−, n (50 %)       | 41S                |              |                                                    |                                              |
| 43P            | 15   | 28   | 43,006 19(104)       | 36,5(15) ms     | β−, n              | 42S                | +1/2         |                                                    |                                              |
| 44P            | 15   | 29   | 44,012 99(75)        | 18,5(25) ms     | β−                 | 44S                |              |                                                    |                                              |
| 45P            | 15   | 30   | 45,019 22(86)        | >200 ns         | β−                 | 45S                | +1/2         |                                                    |                                              |
| 46P            | 15   | 31   | 46,027 38(97)        | >200 ns         | β−                 | 46S                |              |                                                    |                                              |